# Astrogeodesia

Mapa de localización de estrellas fijas elaborado a partir de los datos obtenidos por el satélite Hipparcos

La astrogeodesia o astronomía geodésica comprende métodos procedentes de la geodesia y de la astrometría, mediante los que se realizan mediciones de la posición astronómica de estrellas y de otros objetos cósmicos respecto a un sistema de coordenadas esféricas en el que también se enmarca la Tierra.
Su tarea central es la determinación de direcciones verticales (y sus desviaciones con respecto a la plomada) y otras direcciones del espacio terrestre en un sistema de referencia fijado a la Tierra. Las posiciones (lugares geométricos) de los objetos astronómicos están definidas o se pueden determinar en un sistema de coordenadas celestes. La relación entre los dos sistemas de coordenadas está determinada por la posición de la Tierra en el espacio exterior, y especialmente, por su movimiento de rotación.

## Objetos astronómicos de referencia
- Las Estrellas fijas principales
- Y en especial, la estrella Polar
- El Sol, para fijar la orientación exacta de las redes geodésicas
- Los planetas más brillantes y la Luna

También se usan mediciones de la posición de satélites artificiales (geodesia satelital) y de cuásares (geodesia cósmica), en un ámbito en el que la astrogeodesia y la astrometría se valen de los mismos métodos.
Para completar las mediciones se utilizan distanciómetros y equipos de cronometría de gran precisión.

## Importancia de los métodos astrogeodésicos
Los objetivos de estas mediciones son muy diversos:
- Refinamiento de los sistemas de referencia terrestres
- Determinación del geoide, incluyendo métodos de nivelación
- Determinación de formaciones geológicas y diferencias de densidad en las capas superficiales de la corteza terrestre
- Refuerzo y mayor precisión de las redes geodésicas
- Orientación de poligonales principales en trabajos de ingeniería
- Superar obstáculos visuales (estructuras, bosques, puntos de referencia perdidos...)
- Navegación autónoma mediante orientación astronómica
- Contribuciones al sistema de coordenadas de referencia fijo
- Determinación continua de los parámetros de la rotación de la Tierra

## Instrumentos de medida
Los instrumentos de medición utilizados son principalmente, como en otros campos de la geodesia, teodolitos, taquímetros y cronómetros de cuarzo. Antiguamente también se usaban péndulos de precisión y cronómetros mecánicos de gran exactitud.
Además, también se emplean algunos instrumentos especiales de tamaño pequeño o mediano utilizados en astronomía y en astrometría, que pueden operar visualmente, utilizando fotografías o valiéndose de sensores optoelectrónicos:
- Astrolabios modernos (como el Ni2-Astrolab de Zeiss, o el Danjon-Astrolab)
- Cámara de cenit de 20 a 100 cm de distancia focal y telescopios cenitales más pequeños
- Instrumentos universales, diseñados para medir ángulos cenitales y azimutales simultáneamente
- Instrumentos de paso (hasta alrededor de 1980) y círculos meridianos
- Instrumentos con sensores CCD desarrollados con la generalización de la electrónica
- Estereocomparadores para evaluar placas y películas fotográficas y dispositivos de fotogrametría

En el ámbito más próximo a la geodesia satelital y a la geofísica se comparten algunos de sus métodos de medición, como por ejemplo:
- Análisis de imágenes tomadas por satélites
- Teodolitos equipados con cámaras de cine o provistos de motores de control para el seguimiento automatizado de objetos celestes
- Satélites dedicados a la observación del firmamento, como en el caso de la misión Hipparcos
- Distanciómetros láser para determinar la posición de satélites en órbitas terrestres bajas (SLR)
- Determinación de distancias utilizando los sistemas de posicionamiento GPS y Galileo
- Radiotelescopios para interferometría de muy larga base
- Toma de datos direccionales y de trayectoria de microondas en los vuelos espaciales
- Péndulos para medir mareas terrestres y fluctuaciones verticales del terreno
- Determinación astrogravimétrica de desviaciones verticales (véase anomalía gravitatoria).

## Científicos de renombre
La astrogeodesia debe, entre otros, importantes avances a los siguientes investigadores (en orden cronológico aproximado):
- Tycho Brahe, James Bradley,
- Friedrich Argelander, Friedrich Bessel, Carl Friedrich Gauss
- Friedrich Robert Helmert, Johann Palisa, Otto Struve, Max Wolf
- Wilhelm Embacher, Erwin Gigas, Karl Ramsayer
- Helmut Moritz, Ivan I. Mueller, Albert Schödlbauer, Hellmut H. Schmid